# Vadim Valentinovich Zagladin
Vadim Valentinovich Zagladin (tiếng Nga: Вадим Валентинович Загладин, 23.6.1927 - 17.11.2006) là nhà tư tưởng và chính trị gia Liên Xô.
Ông sinh ngày 23.6.1927 tại Moskva, tốt nghiệp trường MGIMO, rồi giảng dạy ở đây từ năm 1949 tới năm 1956. Từ năm 1964 tới 1988, ông làm Phó bí thư thứ nhất Cục Quốc tế của Ủy ban Trung ương Đảng Cộng sản Liên Xô, phụ tá các bí thư Boris Ponomarev và Anatoly Dobrynin.
Từ năm 1988 tới 1991, ông là cố vấn thân cận của Mikhail Sergeyevich Gorbachyov về perestroika và glasnost, và tiếp tục làm cố vấn cấp cao cho Quỹ Gorbachev (tiếng Nga: Горбачёв-Фонд, trụ sở ở San Francisco, California) cho tới khi từ trần.
Ông cũng là Phó chủ tịch Hiệp hội Hợp tác châu Âu-Đại Tây Dương (Association for Euro-Atlantic Cooperation, vt. Là AEAC), thúc đẩy các liên kết giữa Nga và NATO.
Ông là tác giả nhiều sách và khoảng 300 bài về quan hệ quốc tế.
Năm 2004, ông được Câu lạc bộ Budapest trao Giải Ý thức toàn cầu 
Ông qua đời ngày 17.11.2006 và an táng ở Nghĩa trang Vvedenskoye (Moskva).